# Vierschanzentournee 2000/01
Die 49. Vierschanzentournee 2000/01 war Teil des Skisprung-Weltcups 2000/01. Das Springen in Oberstdorf fand am 29. Dezember statt, am 1. Januar das Springen in Garmisch-Partenkirchen und am 4. Januar das Springen in Innsbruck. Die Veranstaltung in Bischofshofen fand am 6. Januar statt.

## Teilnehmer
In der folgenden Tabelle sind alle Springer aufgeführt, die bei mindestens einem Springen in die Tournee-Wertung kamen. Springer, die bei allen Gelegenheiten in der Qualifikation scheiterten, können fehlen.
| Nation      | Athleten |
| ----------- | --- |
| Deutschland | Roland Audenrieth, Christof Duffner, Sven Hannawald, Alexander Herr, Ronny Hornschuh, Hansjörg Jäkle, Frank Löffler, Michael Möllinger, Michael Neumayer, Stefan Pieper, Frank Reichel, Jörg Ritzerfeld, Martin Schmitt, Dennis Störl, Michael Uhrmann |
| Österreich  | Andreas Baumgartner, Manuel Fettner, Andreas Goldberger, Martin Höllwarth, Stefan Horngacher, Stefan Kaiser, Martin Koch, Wolfgang Loitzl, Bernhard Metzler, Reinhard Schwarzenberger, Johannes Wenninger, Andreas Widhölzl                            |
| Finnland    | Janne Ahonen, Jussi Hautamäki, Matti Hautamäki, Risto Jussilainen, Ville Kantee, Veli-Matti Lindström, Toni Nieminen, Jani Soininen |
| Frankreich  | Emmanuel Chedal, Nicolas Dessum |
| Italien     | Roberto Cecon |
| Japan       | Kazuyoshi Funaki, Masahiko Harada, Noriaki Kasai, Hideharu Miyahira, Takanobu Okabe, Yūta Watase, Kazuya Yoshioka |
| Kirgisistan | Dmitri Tschwykow |
| Niederlande | Ingemar Mayr, Jeroen Nikkel |
| Norwegen    | Morten Ågheim, Olav Magne Dønnem, Tommy Ingebrigtsen, Håvard Lie, Roar Ljøkelsøy, Morten Solem, Henning Stensrud, Lasse Ottesen |
| Polen       | Adam Małysz, Robert Mateja, Wojciech Skupień, Grzegorz Śliwka, Tomasz Pochwała |
| Russland    | Alexander Below, Ildar Fatkullin, Dmitri Wassiljew |
| Schweden    | Kristoffer Jaafs, Johan Munters |
| Schweiz     | Sylvain Freiholz, Andreas Küttel, Marco Steinauer |
| Slowakei    | Martin Mesík |
| Slowenien   | Damjan Fras, Igor Medved, Jure Radelj, Primož Urh-Zupan, Peter Žonta |
| Südkorea    | Choi Heung-chul |
| Tschechien  | Michal Doležal, Jakub Janda |

## Oberstdorf

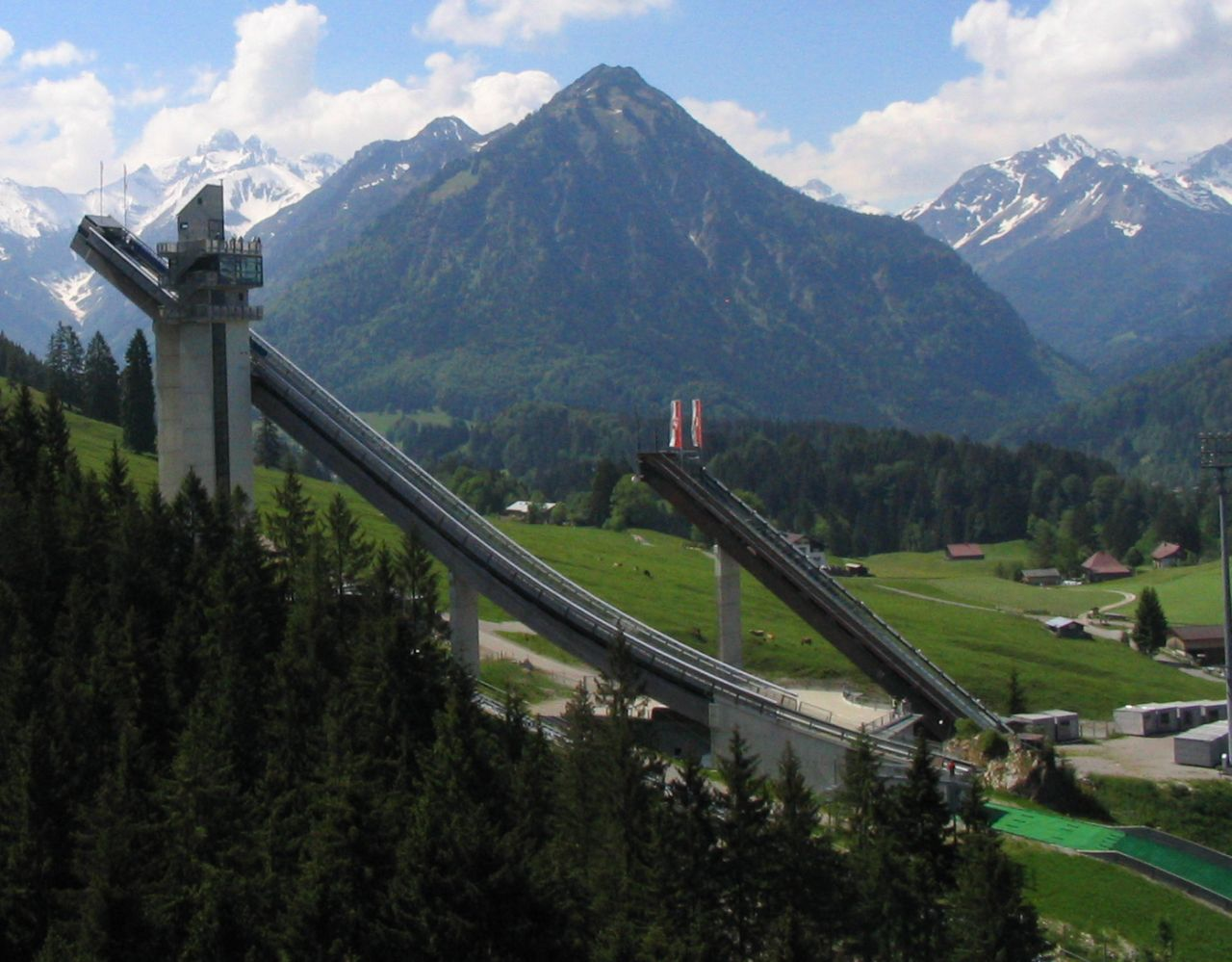
Die Schanze in Oberstdorf

- Datum: 29. Dezember 2000
- Land:  Deutschland
- Schanze: Schattenbergschanze

| Pos. | Springer          | Land        | Punkte |
| ---- | ----------------- | ----------- | ------ |
| 1    | Martin Schmitt    | Deutschland | 268,6  |
| 2    | Noriaki Kasai     | Japan       | 263,5  |
| 3    | Masahiko Harada   | Japan       | 259,5  |
| 4    | Adam Małysz       | Polen       | 257,7  |
| 5    | Sven Hannawald    | Deutschland | 252,4  |
| 6    | Stefan Horngacher | Österreich  | 249,4  |
| 7    | Stefan Kaiser     | Österreich  | 239,4  |
| 8    | Alexander Herr    | Deutschland | 233,7  |
| 9    | Janne Ahonen      | Finnland    | 233,5  |
| 10   | Christof Duffner  | Deutschland | 231,4  |
| 11   | Matti Hautamäki   | Finnland    | 227,6  |
| 12   | Peter Žonta       | Slowenien   | 225,0  |
| 13   | Jani Soininen     | Finnland    | 224,5  |
| 14   | Wolfgang Loitzl   | Österreich  | 224,4  |
| 15   | Martin Höllwarth  | Österreich  | 222,9  |

## Garmisch-Partenkirchen

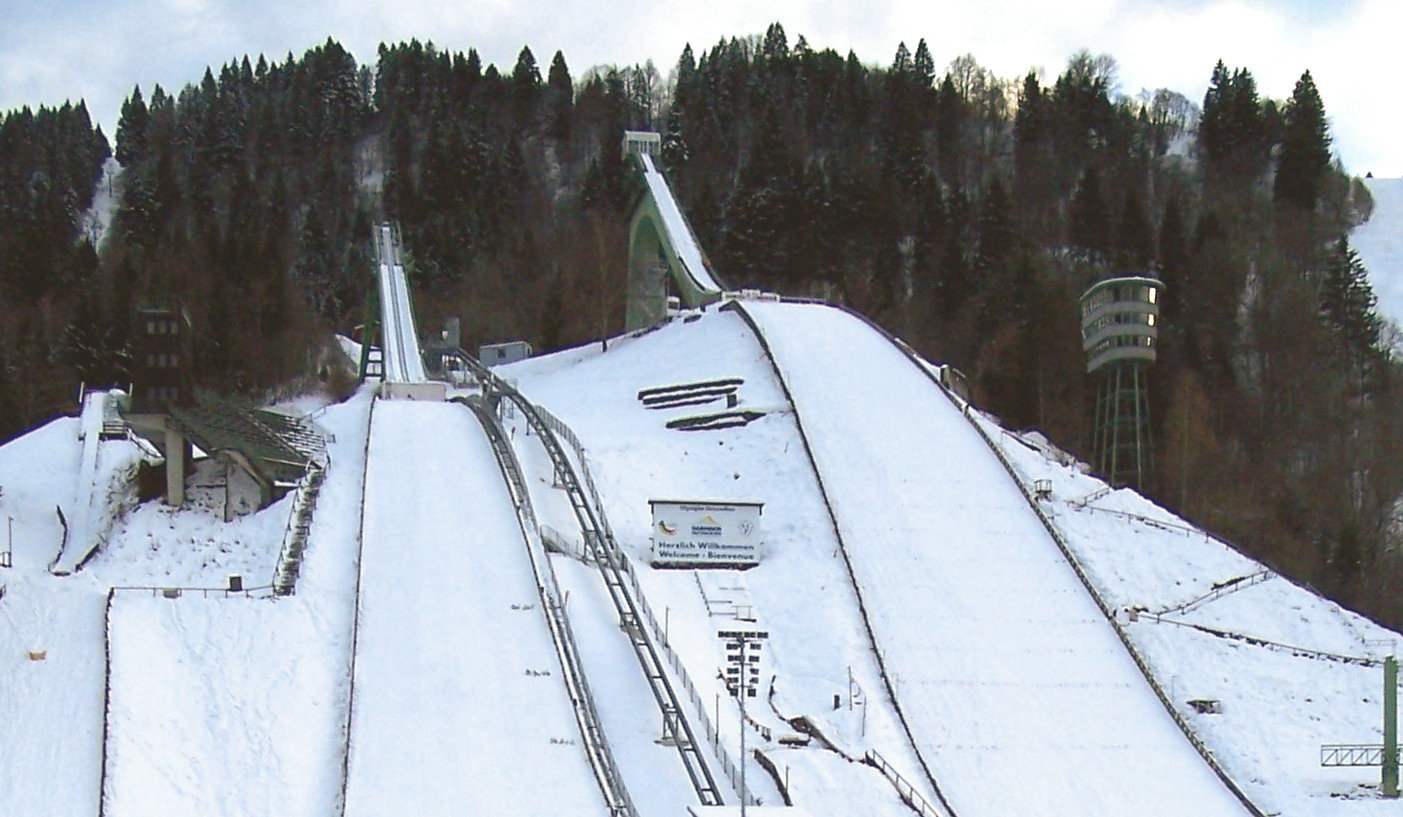
Die Schanze in Garmisch-Partenkirchen

- Datum: 1. Januar 2001
- Land:  Deutschland
- Schanze: Große Olympiaschanze

| Pos. | Springer           | Land        | Punkte |
| ---- | ------------------ | ----------- | ------ |
| 1    | Noriaki Kasai      | Japan       | 257,6  |
| 2    | Dmitri Wassiljew   | Russland    | 255,1  |
| 3    | Adam Małysz        | Polen       | 254,2  |
| 4    | Janne Ahonen       | Finnland    | 250,8  |
| 5    | Sven Hannawald     | Deutschland | 247,7  |
| 6    | Toni Nieminen      | Finnland    | 244,7  |
| 7    | Risto Jussilainen  | Finnland    | 236,8  |
| 8    | Martin Schmitt     | Deutschland | 234,0  |
| 9    | Stefan Horngacher  | Österreich  | 226,7  |
| 10   | Wolfgang Loitzl    | Österreich  | 224,7  |
| 11   | Matti Hautamäki    | Finnland    | 220,9  |
| 12   | Masahiko Harada    | Japan       | 220,5  |
| 13   | Tommy Ingebrigtsen | Norwegen    | 220,0  |
| 14   | Wojciech Skupień   | Polen       | 219,6  |
| 15   | Olav Magne Dønnem  | Norwegen    | 219,0  |

## Innsbruck

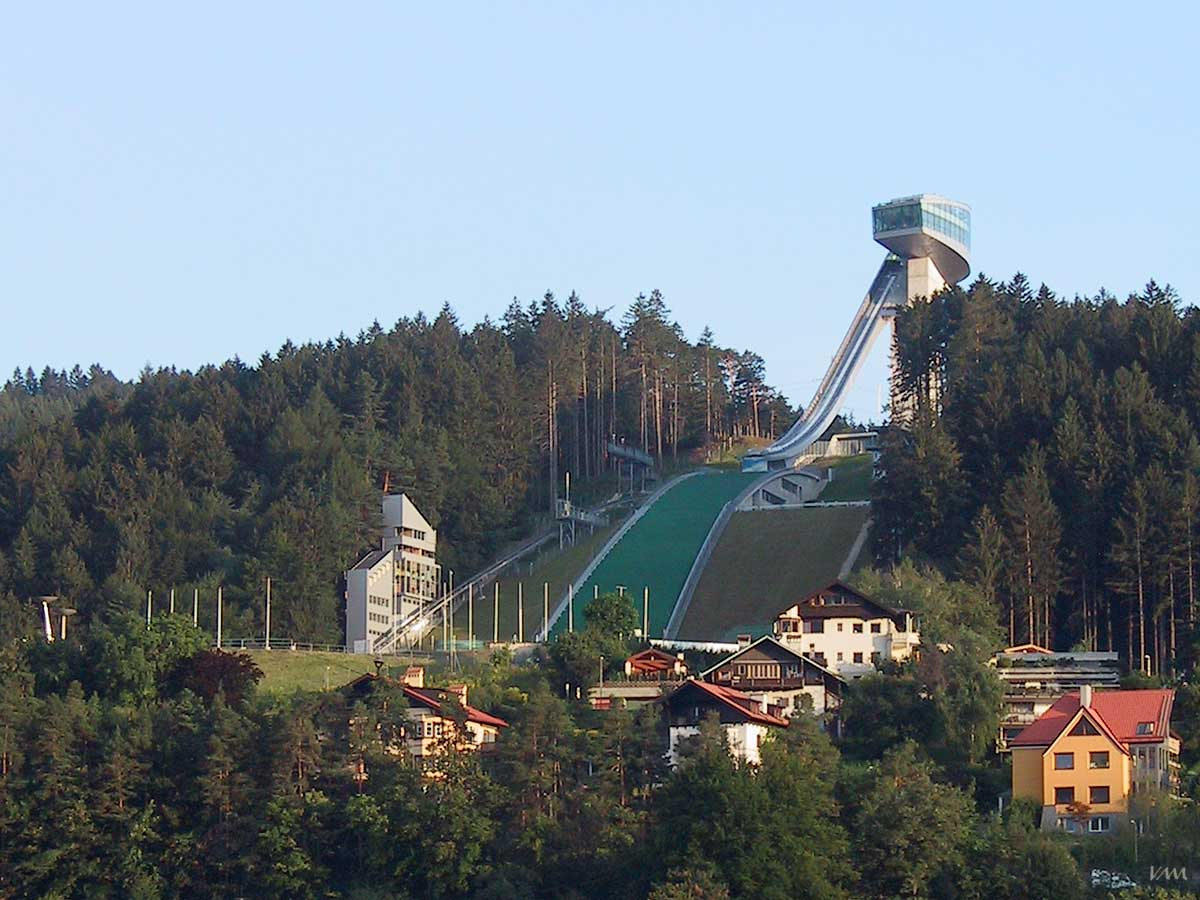
Die Schanze in Innsbruck

- Datum: 4. Januar 2001
- Land:  Österreich
- Schanze: Bergiselschanze

| Pos. | Springer           | Land        | Punkte |
| ---- | ------------------ | ----------- | ------ |
| 1    | Adam Małysz        | Polen       | 259,2  |
| 2    | Janne Ahonen       | Finnland    | 214,3  |
| 3    | Noriaki Kasai      | Japan       | 211,6  |
| 4    | Tommy Ingebrigtsen | Norwegen    | 206,1  |
| 5    | Damjan Fras        | Slowenien   | 201,3  |
| 6    | Jani Soininen      | Finnland    | 198,7  |
| 7    | Andreas Küttel     | Schweiz     | 192,9  |
| 8    | Martin Schmitt     | Deutschland | 192,2  |
| 9    | Matti Hautamäki    | Finnland    | 191,7  |
| 10   | Sven Hannawald     | Deutschland | 189,9  |
| 11   | Risto Jussilainen  | Finnland    | 189,4  |
| 12   | Stefan Horngacher  | Österreich  | 188,2  |
| 13   | Jure Radelj        | Slowenien   | 188,1  |
| 14   | Andreas Widhölzl   | Österreich  | 187,1  |
| 15   | Wolfgang Loitzl    | Österreich  | 177,2  |

## Bischofshofen
- Datum: 6. Januar 2001
- Land:  Österreich

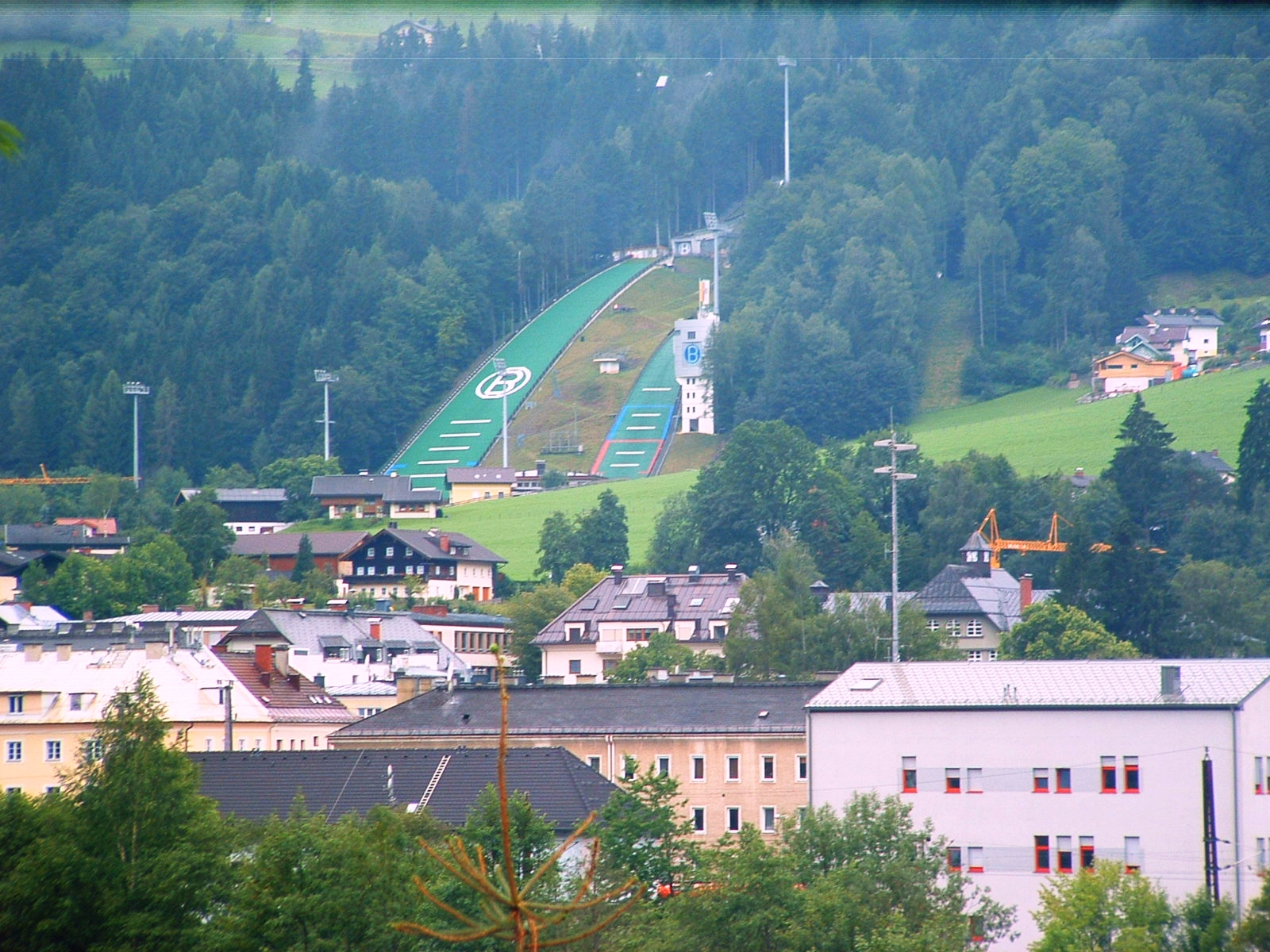
Die Schanze in Bischofshofen

- Schanze: Paul-Außerleitner-Schanze

| Pos. | Springer             | Land        | Punkte |
| ---- | -------------------- | ----------- | ------ |
| 1    | Adam Małysz          | Polen       | 274,8  |
| 2    | Janne Ahonen         | Finnland    | 242,9  |
| 3    | Andreas Widhölzl     | Österreich  | 242,6  |
| 4    | Martin Schmitt       | Deutschland | 225,3  |
| 5    | Manuel Fettner       | Österreich  | 223,3  |
| 6    | Stefan Horngacher    | Österreich  | 220,2  |
| 7    | Matti Hautamäki      | Finnland    | 216,6  |
| 8    | Veli-Matti Lindström | Finnland    | 211,5  |
| 9    | Jani Soininen        | Finnland    | 208,4  |
| 10   | Martin Höllwarth     | Österreich  | 207,0  |
| 11   | Risto Jussilainen    | Finnland    | 204,2  |
| 12   | Kazuyoshi Funaki     | Japan       | 203,0  |
| 13   | Sven Hannawald       | Deutschland | 195,3  |
| 14   | Roar Ljøkelsøy       | Norwegen    | 194,0  |
| 15   | Toni Nieminen        | Finnland    | 192,2  |

## Gesamtstand
| Pos. | Springer           | Land        | Punkte |
| ---- | ------------------ | ----------- | ------ |
| 1    | Adam Małysz        | Polen       | 1045,9 |
| 2    | Janne Ahonen       | Finnland    | 941,5  |
| 3    | Martin Schmitt     | Deutschland | 920,1  |
| 4    | Sven Hannawald     | Deutschland | 884,4  |
| 5    | Stefan Horngacher  | Österreich  | 884,3  |
| 6    | Matti Hautamäki    | Finnland    | 856,1  |
| 7    | Risto Jussilainen  | Finnland    | 826,1  |
| 8    | Martin Hoellwarth  | Österreich  | 805,0  |
| 9    | Wolfgang Loitzl    | Österreich  | 791,5  |
| 10   | Tommy Ingebrigtsen | Norwegen    | 782,8  |
| 11   | Ville Kantee       | Finnland    | 761,4  |
| 12   | Noriaki Kasai      | Japan       | 754,1  |
| 13   | Wojciech Skupień   | Polen       | 751,0  |
| 14   | Jani Soininen      | Finnland    | 715,1  |
| 15   | Toni Nieminen      | Finnland    | 706,0  |